# Osirinus santiagoi
Osirinus santiagoi là một loài Hymenoptera trong họ Apidae. Loài này được Almeida mô tả khoa học năm 1996.